# Polska Liga Futbolu Amerykańskiego
Polska Liga Futbolu Amerykańskiego (skrót PLFA) – nieistniejące rozgrywki ligowe futbolu amerykańskiego w Polsce, składające się z rozgrywek seniorskich oraz juniorskich, wyłaniające mistrza PLFA w futbolu amerykańskim. Utworzone w 2006 r. przez Stowarzyszenie Polski Związek Futbolu Amerykańskiego (PZFA) i w latach 2006–2017 zarządzane przez ten podmiot, a od 2017 r. zarządzane przez związek sportowy Polski Związek Futbolu Amerykańskiego. Do 2018 r. triumfator tych zmagań nie miał prawa tytułowania się mistrzem Polski, gdyż jedynie polskie związki sportowe miały prawo do organizowania współzawodnictwa o mistrzostwo Polski, a ówcześnie PZFA nie był związkiem sportowym w myśl ustawy z dnia 25 czerwca 2010 r. o sporcie. 
W sezonie 2013 występowały w niej 74 drużyny w czterech klasach rozgrywkowych (w tym rozgrywki juniorskie), a mecz finałowy (SuperFinał) po raz pierwszy odbył się na Stadionie Narodowym w Warszawie.
W listopadzie 2017 r. z inicjatywy m.in. Panthers Wrocław, Seahawks Gdynia, Lowlanders Białystok i Tychy Falcons - w opozycji do PLFA - utworzono konkurencyjne rozgrywki, również nie mające statusu mistrzostw Polski – Ligę Futbolu Amerykańskiego.

## Historia
Wstępne koncepcje zorganizowania w Polsce oficjalnych rozgrywek ligowych futbolu amerykańskiego pojawiły się jeszcze w latach 90. XX wieku, jednak realizację tych planów uniemożliwiał brak odpowiedniej struktury organizacyjnej. Dopiero sformowanie pierwszej polskiej drużyny futbolowej - Warsaw Eagles w czerwcu 1999 r., a następnie założenie Polskiego Związku Futbolu Amerykańskiego - w listopadzie 2004 r. - urzeczywistniło ową ideę. Dodatkowo - między kwietniem 2004 r. a listopadem 2005 r. - zorganizowano szereg imprez promocyjnych (pokazów, obozów-campów, nieoficjalnych meczów i turniejów) w różnych miastach Polski. Przełomowym okazał się 2005 r., gdy zapadła decyzja o utworzeniu 4-zespołowej ligi pod egidą PZFA. Formalnie została ona powołana w 2006 r. i już 8 października 2006 o godzinie 13:00 na stadionie Startu przy ul. św. Teresy od Dzieciątka Jezus 56/58 w Łodzi, spotkaniem dwóch najstarszych polskich klubów Warsaw Eagles i 1. KFA Fireballs Wielkopolska (66:6), oficjalnie zainaugurowała rozgrywki premierowego sezonu 2006 (PLFA grała systemem „wiosna-jesień”). Pierwszym triumfatorem zostali Warsaw Eagles, którzy w rozegranym 12 listopada 2006 o godzinie 12:30 na stadionie Marymontu przy ul. Potockiej 1 w Warszawie finale pokonali 34:6 Seahawks Gdynia. Do kolejnej edycji PLFA przystąpiło już 9 drużyn, a w sezonie 2008 o osiem więcej. Dodatkowo w 2008 r. stworzono w Polsce zhierarchizowany system ligowy, powołując II ligę - jako rozgrywki drugiego szczebla, w której grało 14 zespołów podzielonych na 2 grupy. W sezonie 2012 ligę podzielono na 4 klasy rozgrywkowe: Topligę, PLFA I (2 grupy), PLFA II (2 grupy) i PLFA8 (futbol ośmioosobowy, 3 grupy, dla drużyn rozwijających się oraz rezerw), zorganizowano także pierwszy ogólnopolski turniej juniorski PLFAJ.

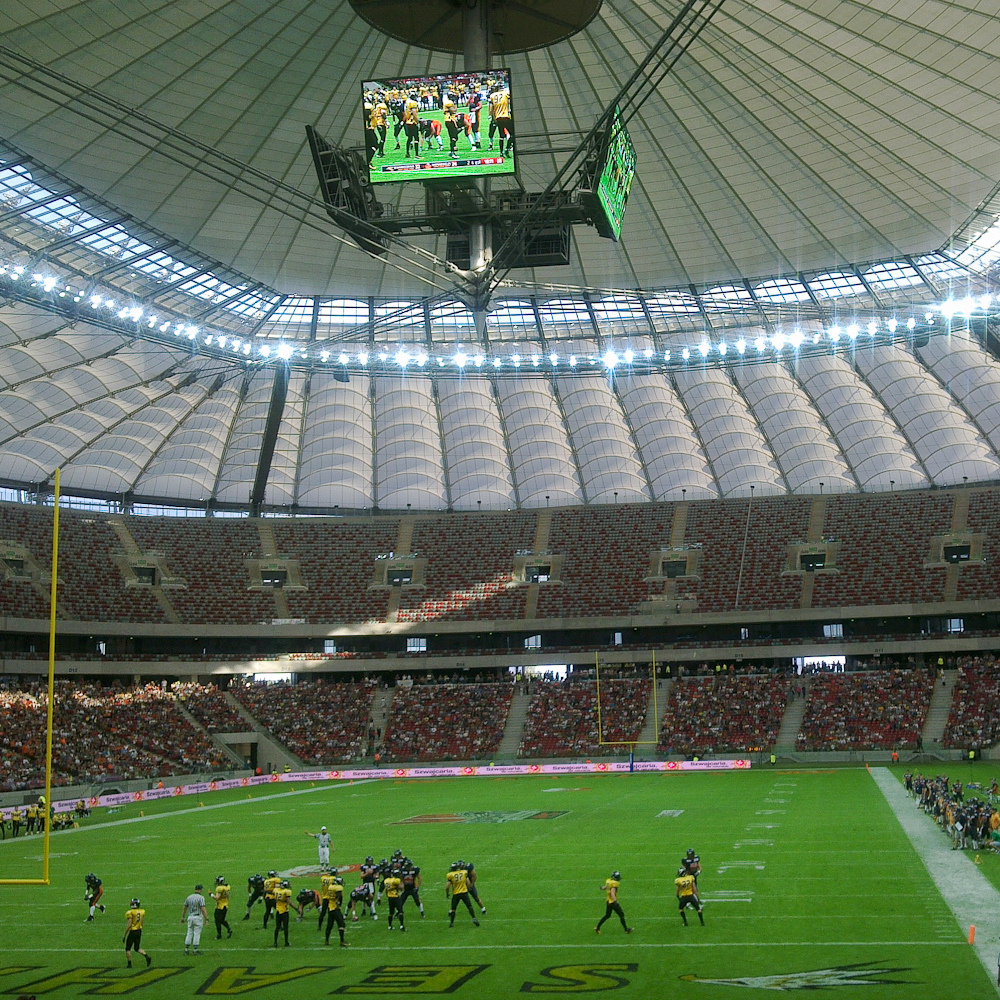
SuperFinał 2012 rozegrany na Stadionie Narodowym zgromadził 23 000 widzów

2 września 2012 w Warszawie odbył się pierwszy trening pierwszej w Polsce żeńskiej ekipy futbolowej – Warsaw Sirens.
W 2016 r. pod patronatem PLFA został rozegrany pierwszy sezon Warszawskiej Ligi Flagówki, w której wystartowało 8 zespołów. 1. miejsce wywalczyli Clockwork Orange, pokonując w finale Wombaty Warszawa.

## Rozgrywki
Rozgrywki podzielono na sezon zasadniczy, półfinały i finał (nazwany SuperFinałem).

## Drużyny
70 drużyny w 4 klasach rozgrywkowych oraz rozgrywkach juniorskich

### Topliga
Warsaw Eagles, Kraków Tigers, Bydgoszcz Archers, Ząbki Dukes, Vilnius Iron Wolves, Kaunas Dukes

### PLFA I
- Grupa północna: Angels Toruń, Cougars Szczecin, Seahawks Gdynia, Wilki Łódzkie, Crusaders Warszawa, Wrocław Outlaws, Kozły Poznań
- Grupa południowa: Tychy Falcons, Kraków Kings, AZS Silesia Rebels, Tytani Lublin, Gliwice Lions

### PLFA II
- Grupa północno-zachodnia: Bydgoszcz Archers, Griffons Słupsk, Patrioci Poznań, Zielona Góra Dragons, Stal Grizzlies Gorzów Wlkp., Wikingowie Gdańsk
- Grupa północno-wschodnia: Warsaw Eagles, Olsztyn Lakers, Warsaw Sharks B, Green Ducks Radom, Warsaw Dukes, Rhinos Wyszków
- Grupa południowo-zachodnia: Wolverines Opole, Panthers Wrocław B, Oleśnica Outlaws
- Grupa południowo-wschodnia: Kraków Tigers, Silvers Olkusz, Pretorians Skoczów, Highlanders Beskidy, Rybnik Thunders

### PLFA8
Futbol 8-osobowy – drużyny rezerw oraz drużyny rozwijające się
- Grupa A (południowa): AZS Silesia Re"B"els, Przemyśl Bears, Zagłębie Steelers B, Aviators Mielec
- Grupa północna: Wikingowie Gdańsk B, Korsarze Koszalin, Kalliningrad Amber Hawks
- Grupa północno-zachodnia: Husaria Szczecin B, Buldogi Poznań, Stal Grizzlies Gorzów Wlkp. B, Żagań Shadows
- Grupa południowo-zachodnia: Kozły Poznań B, Jaguars Kąty Wrocławskie, Warriors Lubin
- Grupa północno-wschodnia: KFA Kurpie, Crusaders Warszawa B, Rhinos Wyszków B, Lowlanders Białystok B
- Grupa centralna: Mustangs Płock, Koźmiński Leons, OldBoys Warszawa, Warsaw Dukes B
- Grupa południowo-wschodnia: Przemyśl Bears, Aviators Mielec, Rzeszów Rockets

### PLFAJ (juniorskie)
Mistrzostwa Polski juniorów, futbol 8-osobowy, zawodnicy w wieku 14-17 lat
- Grupa A (północna): Angels Toruń, Bydgoszcz Archers, Seahawks Gdynia, Griffons Słupsk
- Grupa B (południowa): Bielawa Owls, AZS Silesia Rebels, Tychy Falcons, Panthers Wrocław
- Grupa C (centralna): Warsaw Eagles, Olsztyn Lakers, Mustangs Płock, Warsaw Sharks
- Grupa D (południowo-zachodnia): Gryfici Szczecin, Kozły Poznań, Patrioci Poznań, Gorzów Grizzlies
- Grupa E (południowo-wschodnia): Kraków Kings, Zagłębie Steelers, Tytani Lublin, Przemyśl Bears

### Drużyny dawniej występujące w rozgrywkach ligowych
- 1. KFA Wielkopolska (2004–2011) połączone w Kozły Poznań
- Bydgoszcz Raiders (2013)
- Czerwone Byki Poznań (2008–2010) połączone w Kozły Poznań
- Devils Wrocław (2006–2013) w połączeniu z Giants Wrocław utworzono Panthers Wrocław
- Giants Wrocław (2011–2013) w połączeniu z Devils Wrocław utworzono Panthers Wrocław
- Jokers Kielce (2013) drużyna funkcjonuje, lecz nie przystąpiła do rozgrywek 2014
- Kraków Knights (2008–2012) w połączeniu z Kraków Tigers utworzono Kraków Kings
- Królewscy Warszawa (2012–2013) w połączeniu z Warsaw Spartans utworzono Warsaw Sharks
- Radom Rocks (2009–2011) połączono w Królewscy Warszawa[5]
- Sabercats Sopot (2012–2013) połączono z Seahawks Gdynia jako Seahawks Sopot
- Scyzory Kielce (2009–2010)
- Silesia Miners (2006–2011) w połączeniu z Warriors Ruda Śląska utworzono AZS Silesia Rebels
- The Crew Wrocław (2005–2011) przekształcenie w Giants Wrocław
- Torpedy Łódź (2008–2011)
- Warriors Ruda Śląska (2008–2011) w połączeniu z Silesia Miners utworzono AZS Silesia Rebels
- Warsaw Spartans (2007–2013) w połączeniu z Królewscy Warszawa utworzono Warsaw Sharks

## Medaliści
| Edycja | Sezon | Liczba drużyn            | 1. miejsce       | 2. miejsce       | 3. miejsce                           | MPJ              |
| I.     | 2006  | 4                        | Warsaw Eagles    | Pomorze Seahawks | 1. KFA Wielkopolska                  |                  |
| II.    | 2007  | 9                        | The Crew Wrocław | Silesia Miners   | Warsaw Eagles / Seahawks Gdynia      |                  |
| III.   | 2008  | 20                       | Warsaw Eagles    | Seahawks Gdynia  | The Crew Wrocław / Devils Wrocław    |                  |
| IV.    | 2009  | 21                       | Silesia Miners   | The Crew Wrocław | Warsaw Eagles / Kozły Poznań         |                  |
| V.     | 2010  | 20                       | Devils Wrocław   | The Crew Wrocław | Warsaw Eagles / Seahawks Gdynia      |                  |
| VI.    | 2011  | 34                       | The Crew Wrocław | Devils Wrocław   | Warsaw Eagles / Seahawks Gdynia      |                  |
| VII.   | 2012  | 42 (38 + 4 juniorskie)   | Seahawks Gdynia  | Warsaw Eagles    | Devils Wrocław / Silesia Rebels      | Warsaw Eagles    |
| VIII.  | 2013  | 74 (57 + 17 juniorskich) | Giants Wrocław   | Warsaw Eagles    | Devils Wrocław / Seahawks Gdynia     | Bielawa Owls     |
| IX.    | 2014  | 69 (51 + 18 juniorskich) | Seahawks Gdynia  | Panthers Wrocław | Warsaw Eagles / Kozły Poznań         | Panthers Wrocław |
| X.     | 2015  | 115 (83 + 32 juniorskie) | Seahawks Gdynia  | Panthers Wrocław | Lowlanders Białystok / Warsaw Eagles | Panthers Wrocław |
| XI.    | 2016  |                          | Panthers Wrocław | Seahawks Gdynia  | Lowlanders Białystok / Warsaw Eagles | Panthers Wrocław |
| XII.   | 2017  |                          | Panthers Wrocław | Seahawks Gdynia  | Lowlanders Białystok / Warsaw Eagles | Panthers Wrocław |
| XIII.  | 2018  |                          | Warsaw Eagles    | Kozły Poznań     | Husaria Szczecin / Monarchs Ząbki    | Warsaw Eagles    |